# Linda Batista
Florinda Grandino de Oliveira (São Paulo, 14 de junho de 1919 — Rio de Janeiro, 17 de abril de 1988), mais conhecida como Linda Batista, foi uma cantora e compositora brasileira. Era filha de Batista Júnior e irmã de Dircinha Batista.

## História

### Carreira
Começou sua carreira acompanhando sua irmã mais nova ao violão durante suas apresentações. Em 1936, teve que substituir a irmã no programa de Francisco Alves na Rádio Cajuti, obtendo boa aceitação do público.
Linda precisou de apenas um ano para se consagrar como cantora. Em 1937, foi a primeira cantora a ser eleita Rainha do Rádio, título que manteve por onze anos consecutivos. O concurso foi realizado no Iate dos Laranjas, barco carnavalesco atracado na Esplanada do Castelo, no centro do Rio de Janeiro. Pouco depois, como contratada da então nova Rádio Nacional, fez uma excursão de grande sucesso no Norte e Nordeste que durou seis meses, começando por Recife, Pernambuco. Ali, apresentou-se no Teatro Santa Isabel, cantando músicas de Capiba acompanhada da Jazz-Band Acadêmica.

### Morte
Faleceu em 17 de abril de 1988, vítima de embolia pulmonar, na cidade do Rio de Janeiro. Encontra-se sepultada no Cemitério de São João Batista, em Botafogo.

## Sucessos

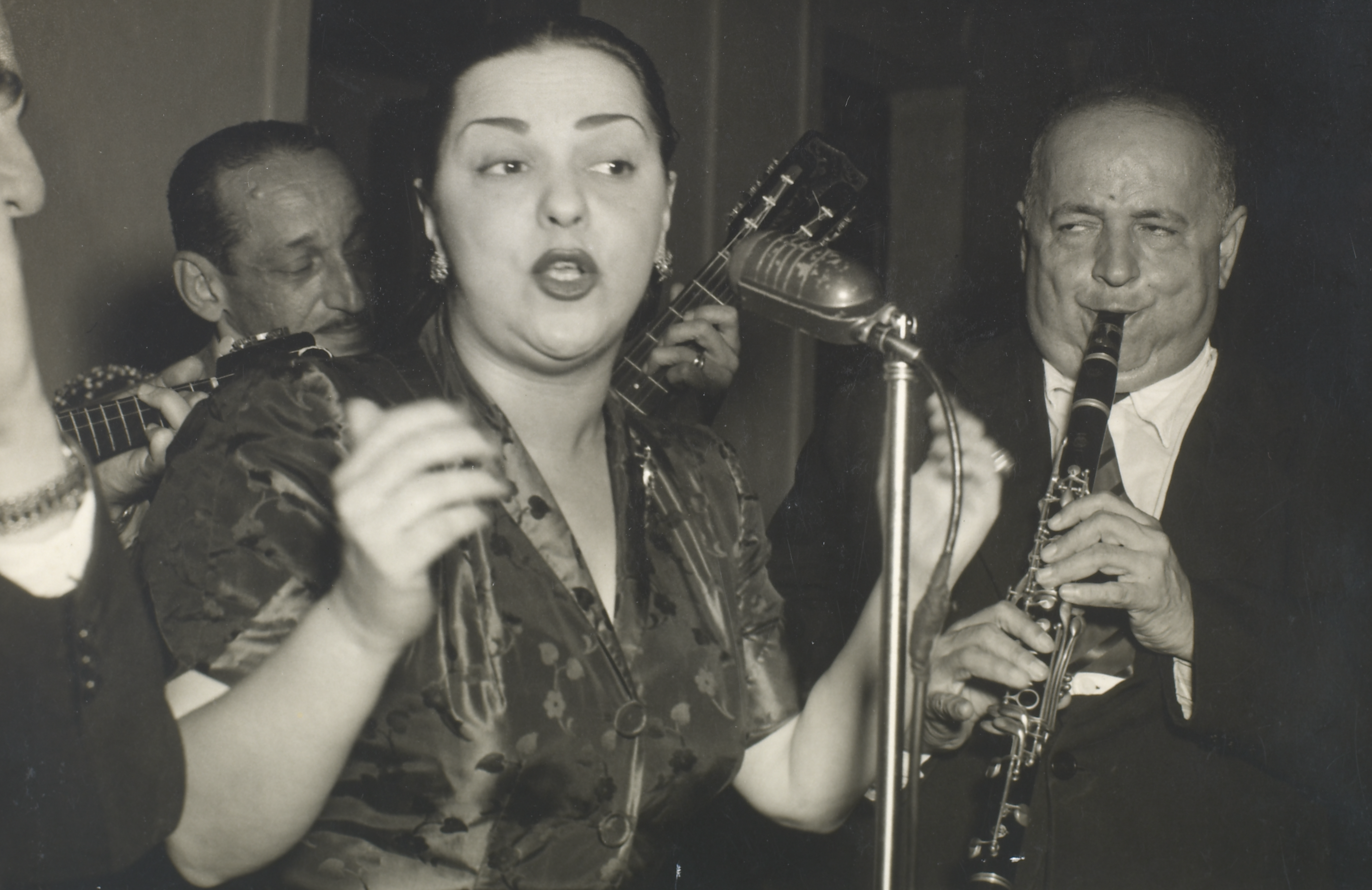
Linda Batista em 1952.

Linda Batista e sua irmã Dircinha Batista em 1958.

- A pátria está te chamando, Grande Otelo (1943)
- Amor passageiro, Jorge Abdalla e Zé Kéti (1952)
- Bis, maestro, bis!, Cristóvão de Alencar e J. Maia (1940)
- Bambu, Fernando Lobo e Manezinho Araújo (1951)
- Batuque no morro, Russo do Pandeiro e Sá Róris (1941)
- Bom dia, Aldo Cabral e Herivelto Martins - com as Três Marias (1942)
- Calúnia, Lupicínio Rodrigues e Rubens Santos (1958)
- Chico Viola, Nássara e Wilson Batista - com Trio Madrigal (1953)
- Coitado do Edgar, Benedito Lacerda e Haroldo Lobo (1945)
- Criado com vó, Marambá (1946)
- Da Central a Belém, Chiquinho Sales (1943)
- Dona Divergência, Felisberto Martins e Lupicínio Rodrigues (1951)
- Enlouqueci, João Sales, Luiz Soberano e Valdomiro Pereira (1948)
- Eu fui à Europa, Chiquinho Sales (1941)
- Foi assim, Lupicínio Rodrigues (1952)
- Levou fermento, Monsueto (1956)
- Madalena, Ary Macedo e Airton Amorim (1951)
- Marcha do paredão, Armando Cavalcanti e Klécius Caldas (1961)
- Me deixa em paz, Airton Amorim e Monsueto (1952)
- Meu pecado, não, Fernando Lobo e Paulo Soledade (1953)
- Migalhas, Felisberto Martins e Lupicínio Rodrigues (1950)
- Nega maluca, Evaldo Rui e Fernando Lobo (1950)
- No boteco do José, Augusto Garcez e Wilson Batista (1945)
- O maior samba do mundo, David Nasser e Herivelto Martins - com Nelson Gonçalves (1958)
- Ó abre alas!, Chiquinha Gonzaga - com Dircinha Batista (1971)
- Palavra de honra, Armando Fernandes e Carolina Cardoso de Menezes (1955)
- Prece de um sambista, Billy Blanco (1952)
- Quem gosta de passado é museu, de sua autoria e Jorge de Castro (1964)
- Quero morrer no carnaval, Luiz Antônio e Eurico Campos (1961)
- Risque, Ary Barroso - com Trio Surdina (1953)
- Stanislau Ponte Preta, Altamiro Carrilho e Miguel Gustavo (1959)
- Trapo de gente, Ary Barroso - com Trio Surdina (1953)
- Tudo é Brasil, Sá Róris e Vicente Paiva (1941)
- Valsinha do Turi-turé, Custódio Mesquita e Evaldo Rui (1945)
- Vingança, Lupicínio Rodrigues (1951)
- Volta, Lupicínio Rodrigues (1957)

## Filmografia
- Maridinho de Luxo (1938)
- Banana da Terra (1939)
- Céu Azul (1940)
- Tristezas Não Pagam Dívidas (1943)
- Samba em Berlim (1943)
- Abacaxi Azul (1944)
- Não Adianta Chorar (1945)
- Caídos do Céu (1946)
- Não Me Digas Adeus (1947)
- Folias Cariocas (1948)
- Esta É Fina (1948)
- Fogo na Canjica (1948)
- Pra Lá de Boa (1949)
- Eu Quero É Movimento (1949)
- Um Beijo Roubado - Noites de Copacabana (1950)
- Aguenta Firme, Isidoro (1951)
- Tudo Azul (1952)
- Está com Tudo (1952)
- É Fogo na Roupa (1952)
- Carnaval em Caxias (1954)
- O Petróleo É Nosso (1954)
- Carnaval em Marte (1955)
- Tira a Mão Daí (1956)
- Depois Eu Conto (1956)
- Metido a Bacana (1957)
- É de Chuá (1958)
- Mulheres à Vista (1959)
- Virou Bagunça (1960)
- Cantoras do Rádio, documentário de 2009 dirigido por Gil Baroni